# Тіло як доказ
«Тіло як доказ» (англ. Body of Proof) — американська медично-кримінальна драма з Даною Ділейні в головній ролі видатного нейрохірурга Меган Хант, яка стала використовувати свої блискучі знання в медицині для розкриття злочинів.
Прем'єра в США відбулася 29 березня 2011 року на каналі ABC. Прем'єра серіалу зібрала понад 14 млн глядачів і стала найуспішнішим запуском серіалу в даному тимчасовому слоті на каналі ABC за останні шість років.

## Сюжет
Серіал розповідає про одного з найкращих нейрохірургів Меган Хант, яка після автомобільної аварії більше не може займатися цією роботою, але Меган не здалася, вона стала судмедекспертом. У роботі Меган часто використовує неординарні методи, чим викликає невдоволення детективів і керівництва. Кожен епізод серіалу має свій сюжет, який починається на початку серії та закінчується в кінці, за винятком деяких наскрізних сюжетних ліній в особистому житті героїв серіалу.

## Актори
- Дана Ділейні — доктор Меган Хант
- Джеррі Райан — доктор Кейт Мерфі
- Ніколас Бішоп — Пітер Денлоп
- Джон Керролл Лінч — детектив Бад Морріс
- Соня Сон — детектив Саманта «Сем» Бейкер
- Джеффрі Аренд — доктор Ітан Гросс
- Уінделл Мідлбрукс — доктор Кертіс Брамфілд
- Шеррі Сом — Ніна Вілер
- Наталі Келлі — Дені Альварес (2-й сезон, 10 епізодів)